# شهرستان شایار
شهرستان شایار (به اویغوری: شایار ناهیییسی) یا شهرستان شایا (به چینی: 沙雅县، به پین‌یین: Shāyǎ Xiàn) یک شهرستان در چین است که در ولایت آق‌سو واقع شده است. شهرستان شایار ۳۱٬۸۶۸ کیلومتر مربع مساحت و ۲۱۰٬۰۰۰ نفر جمعیت دارد.

## جمعیت
| ترکیب قومیتی شهرستان شایار | ترکیب قومیتی شهرستان شایار | ترکیب قومیتی شهرستان شایار | ترکیب قومیتی شهرستان شایار | ترکیب قومیتی شهرستان شایار |
| -------------------------- | -------------------------- | -------------------------- | -------------------------- | -------------------------- |
| قومیت                      | قومیت                      |                            | درصد                       | درصد                       |
| اویغور                     | اویغور                     |                            | ۸۵٫۸٪                      | ۸۵٫۸٪                      |
| هان                        | هان                        |                            | ۱۳٫۱٪                      | ۱۳٫۱٪                      |
| هوئی                       | هوئی                       |                            | ۰٫۸٪                       | ۰٫۸٪                       |
| سایر                       | سایر                       |                            | ۰٫۱٪                       | ۰٫۱٪                       |
| منبع سرشماری جمعیت:        |                            |                            |                            |                            |

## تاریخچه

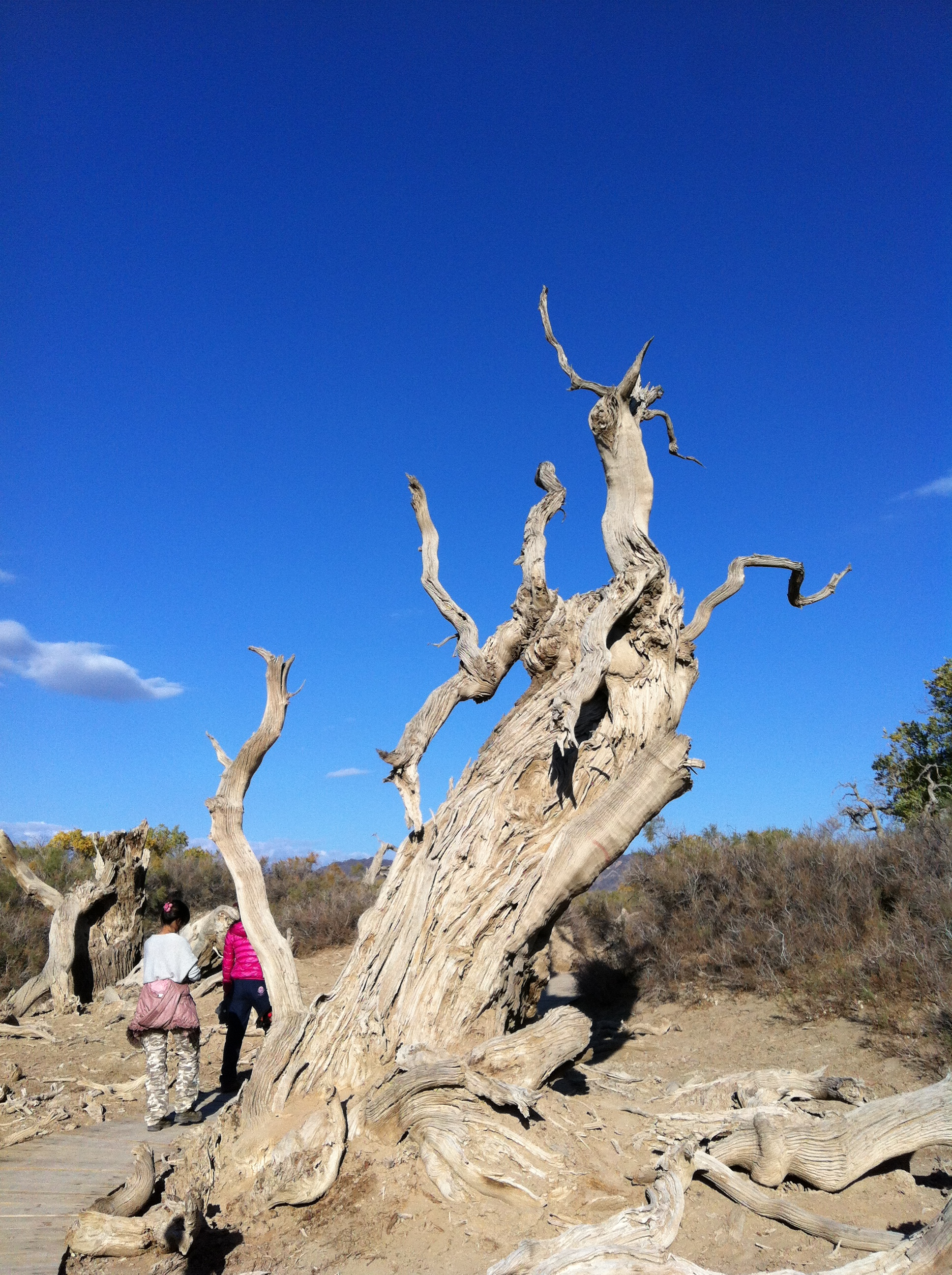

«ولایت اونسو» در سال ۱۹۰۲ میلادی، به مرکزیت اونسو تأسیس شد. شهرستان شایار در این ولایت قرار گرفت. در آوریل ۱۹۱۳ میلادی، مرکز ولایت از اونسو به آق‌سو منتقل شد و نام آن به «ولایت آق‌سو» تغییر کرد. در سال ۱۹۱۳ میلادی، با جدا شدن از شهرستان شایار، شهرستان کوچار تأسیس شد.
شهرستان توقسو نیز در سال ۱۹۳۰، با جدا شدن از شهرستان کوچار، تأسیس شد.